# Shirin Ebadi
Shirin ʿEbādi (in persiano شیرین عبادی; Hamadan, 21 giugno 1947) è un avvocato e pacifista iraniana premiata il 10 dicembre 2003 con il premio Nobel per la pace per i suoi sforzi significativi e pionieristici per la democrazia e i diritti umani, in particolare i diritti delle donne, dei bambini e dei rifugiati. È la prima persona del suo Paese e prima donna musulmana a ottenere tale riconoscimento.
Vive in esilio a Londra dal 2009.

## Biografia
Nacque ad Hamadan nel giugno 1947 nella parte nord-occidentale del paese. Il padre, Mohammad ʿAli ʿEbādi, era docente di diritto commerciale. Nel 1948 la famiglia si trasferì a Tehran.
Dal 1965 studiò giurisprudenza presso l'università di Tehran e subito dopo la laurea partecipò agli esami per diventare magistrata. Cominciò la sua carriera nella primavera del 1969, proseguendo nel contempo gli studi fino ad ottenere, nel 1971, un dottorato in diritto privato.
Dal 1975 al 1979 ricoprì la carica di presidente di una sezione del tribunale di Tehran.
Dopo la Rivoluzione Islamica del 1979 fu costretta, come tutte le donne giudice, ad abbandonare la magistratura e solo dopo ampie proteste, le fu riconosciuta la possibilità di collaborazione al tribunale con il ruolo di “esperta di legge”. Shirin ʿEbādi considerò la retrocessione intollerabile e per alcuni anni la sua attività fu limitata alla pubblicazione di numerosi libri e articoli. Solo nel 1992 ottenne l'autorizzazione a operare come avvocata e aprì uno studio proprio.
Nel 1994 fu una delle persone che fondarono la "Society for Protecting the Child's Rights" un'associazione non-governativa della quale è tuttora dirigente.
Nel 1997 ebbe un ruolo di rilievo nella campagna di sostegno del presidente riformista Mohammad Khatami.
Come avvocata è solita occuparsi di casi di liberali e dissidenti entrati in conflitto con il sistema giudiziario iraniano che resta uno dei bastioni dell'ala di governo più conservatrice. Spesso è parte civile in processi contro membri dei servizi segreti iraniani. Ha difeso Parinoush Saniee contro il bando governativo per il bestseller Quello che mi spetta.

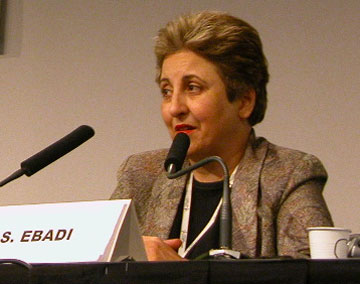
Ebadi ad un dibattito

Nel 2000 fu accusata di disturbo alla quiete pubblica perché aveva diffuso un video contenente la confessione di un militante di un gruppo di fondamentalisti islamici, risultato segretamente ingaggiato dall'ala conservatrice del governo per spaventare i riformisti con spedizioni violente e intimidatorie e incursioni nelle assemblee e manifestazioni.
Il processo si concluse con una condanna all'interdizione e la sospensione dall'attività di avvocata per cinque anni, la condanna fu in seguito ridotta.
Il 10 ottobre 2003 il comitato per il premio Nobel annunciò la decisione di conferirle il premio Nobel per la pace.
Nel 2006 durante un viaggio in India incontra l'attivista Irom Chanu Sharmila e porta l'attenzione pubblica sul suo sciopero per la fame a favore dell'abolizione della legge indiana sulle forze armate (poteri speciali) del 1958.
Ha ricevuto nel 2007 il Premio Internazionale "Vittorino Colombo", assegnatole dalla Fondazione Vittorino Colombo.
Nel novembre 2009 la polizia di Teheran ha fatto irruzione nel suo appartamento picchiando il marito e sequestrando il premio Nobel per la pace conferitole nel 2003. All'epoca dei fatti ʿEbadi si trovava a Londra da giugno, in una sorta di esilio autoimposto per sfuggire a un mandato d'arresto per l'accusa di evasione fiscale, arresto che si sarebbe potuto eseguire al suo ritorno in patria. Ricevuta la notizia la donna ha dichiarato: «Nulla mi spaventa più, anche se minacciano di arrestarmi per evasione fiscale al mio rientro. Sostengono che debbo al governo 410 mila dollari in tasse arretrate per il Nobel: una fandonia visto che la legge fiscale iraniana stabilisce che i premi siano esentasse. Se trattano così una persona di alto profilo come me, mi chiedo come si comportano di nascosto con uno studente o un cittadino qualunque» e ha aggiunto: «Tornerò, sono stati i miei colleghi di Teheran a chiedermi di restare a Londra: "Adesso ci sei più utile fuori", hanno detto»
A marzo 2016 è stato pubblicato in Italia il suo romanzo biografico "Finché non saremo liberi".

## Opere
- Shirin Ebadi, Azadeh Moaveni. Il mio Iran. Una vita di rivoluzione e speranza. Milano, Sperling & Kupfer, 2006. ISBN 978-88-200-4077-2.
- Diritti dei rifugiati in Iran, 2008 ISBN 978-0-86356-678-3
- Shirin Ebadi. La gabbia d'oro Tre fratelli nell'incubo della rivoluzione iraniana. Milano, Rizzoli, 2008. ISBN 978-88-17-02593-5.
- Shirin Ebadi. Finché non saremo liberi IRAN la mia lotta per i diritti umani. Milano, Bompiani, collana Overlock, 2016. ISBN 978-88-452-8141-9.